# Vitellariopsis cuneata
Espèce
Classification phylogénétique
Statut de conservation UICN

 VUB1+2b : Vulnérable
Vitellariopsis cuneata est une espèce de plantes à fleurs, de la famille des Sapotacées. C'est un arbuste originaire de Tanzanie.

## Répartition
Endémique aux forêts sèches de la partie nord des monts Usambara.

## Conservation
Menacé par la déforestation.